# 周廣業
周廣業（1730年—1798年），字勤圃，號耕厓，清朝浙江省海寧人，經學學者。
乾隆四十八年（1783年 ）癸卯科舉人。少年喪父，苦讀經史，考證孟子生平，著有《孟子四考》。另著有《讀易纂言》、《蓬廬文鈔》、《經史避名彙考》、《寧志余聞》、《石經紀略》等書，博學多才。曾參與《四庫全書》編輯，擔任校勘。後入安徽省廣德州編修州志，同時主講於廣德書院。